# The Pinnacle (film)
The Pinnacle è un cortometraggio muto del 1916 diretto da Richard Stanton. Il nome del regista appare anche tra quello degli interpreti accanto a Fred Belasco e Myrtle Gonzalez. Di genere drammatico, il film fu prodotto dall'Independent Moving Pictures e distribuito dall'Universal Film Manufacturing Company.

## Produzione
Il film fu prodotto dall'Independent Moving Pictures Co. of America (IMP).

## Distribuzione
Distribuito dall'Universal Film Manufacturing Company, il film - un cortometraggio in due bobine - uscì nelle sale cinematografiche statunitensi l'8 settembre 1916.